# Ernst Gustav Doerell
Ernst Gustav Doerell (22. srpna 1832, Freiberg v Sasku – 18. března 1877, Ústí nad Labem) byl český malíř krajinomaleb období romantismu. Maloval krajinu Českého středohoří a Podkrušnohoří.

## Život
Doerellova matka Emilie Gustava Krombholz byla původem z Teplic, otcem byl Johann Christian Doerell, původem z hornického rodu ze Saska. Když byly Ernstu Gustavovi čtyři roky, jeho otec zemřel a on vyrůstal pouze s matkou. Byl příliš slabé tělesné konstituce na to, aby se mohl věnovat hornictví, proto jej matka poslala do obchodu svého strýce v Litoměřicích, kde se měl vyučit kupeckým příručím. V Litoměřicích si pravděpodobně zamiloval pohádkově romantickou krajinu Českého středohoří.
Po dvou letech se rozhodl věnovat se výhradně umělecké dráze a přes odpor rodiny odešel z Litoměřic do Teplic, kde se stal učedníkem malíře pokojů Franze Hybrama. Malíř pokojů byl v té tobě nejen řemeslník, ale i umělec, který zdobil interiéry freskami a ornamenty. V lázeňských Teplicích, zvaných "přijímací salon Evropy", mohl pozorovat a setkávat se s význačnými malíři té doby. Měl rovněž možnost konat dlouhé vycházky do okolí, při kterých maloval scenérie Českého středohoří. Po smrti matky odešel do Prahy, kde v letech 1856 až 1858 studoval na pražské Akademii. Po absolvování přípravného ročníku nastoupil do ateliéru významného pozdně romantického krajináře Maxe Haushofera. Studia ale nedokončil, pravděpodobně z finančních důvodů. Nějaký čas žil v Litoměřicích jako pomocník malíře pokojů Ahnelta, pak v Teplicích. V roce 1858 nebo 1859 navštívil Skandinávii. Roku 1859 se přesídlil do Ústí nad Labem, tehdy ještě poklidného provinčního města ve stínu Litoměřic i Teplic. Začal pracovat v litografické dílně A. Hübla. Později si otevřel společně s Ferdinandem Rothem litografický a fotografický podnik. Patřil k průkopníkům fotografie ve městě, vzhledem k nedokonalosti techniky fotografie však mohl zhotovovat pouze studiové portréty. Rovněž přejímal zakázky od malíře pokojů Rosenkranze. Především se ale věnoval krajinomalbě. Obrazy prodával v knihkupectví Franze Hübla, ale měl i objednávky od ústeckých podnikatelů. Od 60. let 19. století se totiž město začalo výrazně měnit, stalo se významným průmyslovým centrem s velkým přístavem. Právě nová vrstva podnikatelů se stala jeho zákazníky - Ludwig Wolfrum, Max Schaffner a další si své výstavní vily zdobí i Doerellovými díly. Doerell se oženil v roce 1863 s Minou Wolfovou a měl s ní syna Ernsta Gustava, který pracoval jako úředník a jenž poněkud neuměle kopíroval otcovy obrazy. Postupem času se stal váženým občanem města, mimo jiné byl členem střeleckého spolku, pro který maloval ozdobné terče.

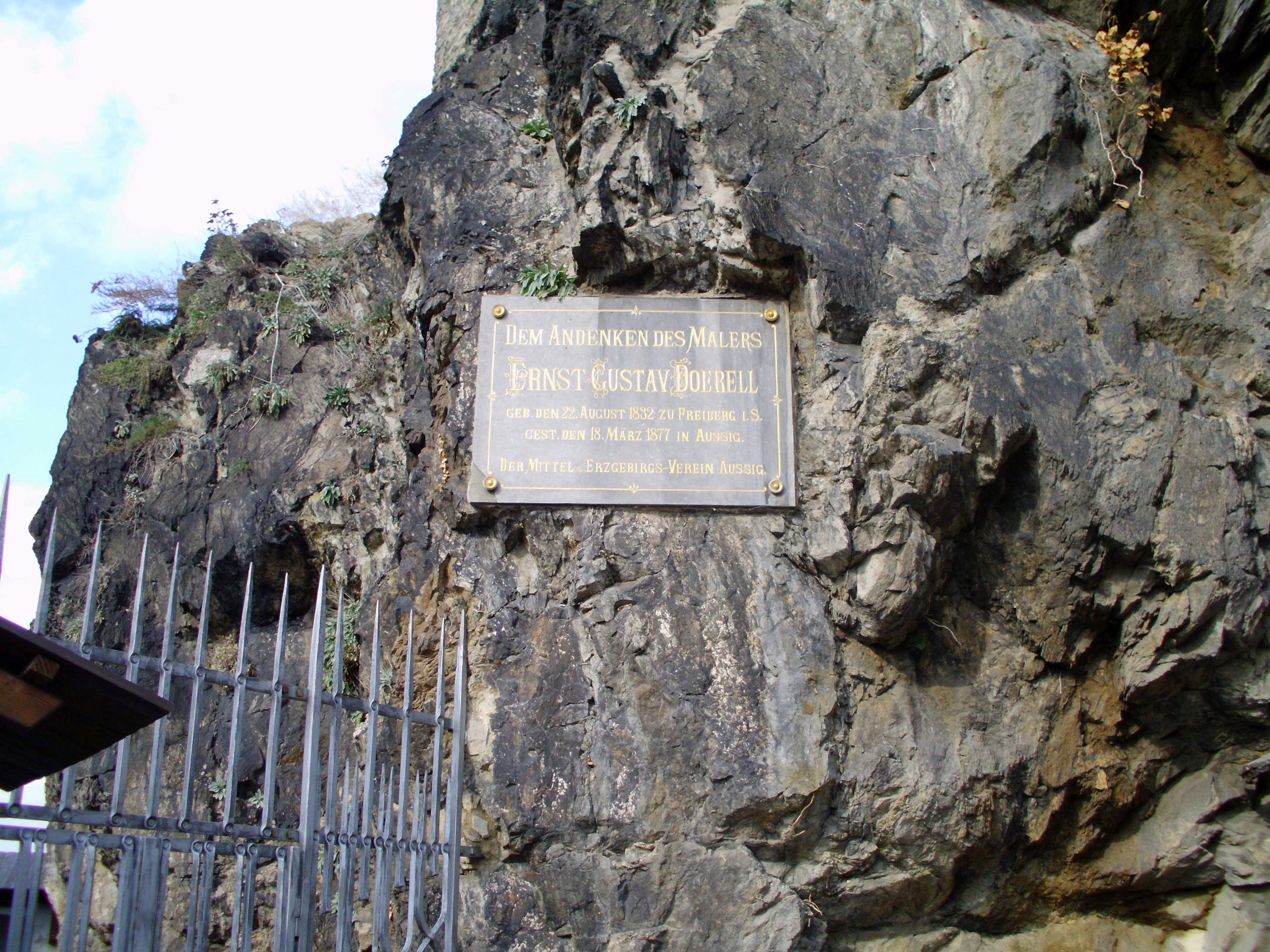
Pamětní deska na Střekově

V 70. letech 19. století onemocněl tehdy běžnou tuberkulózou, které podlehl v roce 1877. Pochován byl na městském hřbitově, dnes již neexistujícím (v místech dnešních Mánesových sadů). Roku 1890 mu Ústecký horský spolek (Gebirgsverein Aussig) nechal na „jeho“ hradě Střekově (Schreckenstein) instalovat pamětní desku. Dnešní poctou českých turistů Doerellovi je existence Doerellovy vyhlídky nedaleko Dubiček s výhledem do údolí Labe (50°35′10″ s. š., 14°1′32″ v. d.).
Doerellovy obrazy jsou svědectvím o vzhledu krajiny Ústecka a Českého středohoří v 19. století na počátku období industrializace. Některé jeho obrazy spravuje Severočeská galerie výtvarných umění v Litoměřicích.

## Dílo
Doerell se řadí do proudu českého pozdně romantického krajinářství 3. čtvrtiny 19. století. Velký vliv na něj měl jeho učitel na pražské Akademii, bytostný romantik, Max Haushofer, který jej nejspíš nasměroval k malbě bizarních přírodních útvarů a neobvykle divokých krajin. K tomu je ostatně jedinečná krajina Českého středohoří jako stvořená. Druhým inspiračním zdrojem byla empírová veduta, se kterou se mohl setkat zejména v Teplicích. Právě v kombinaci romantického a empirového náhledu tkví půvab a poezie Doerrelových obrazů. Jejich kompozice je jednoduchá a malíř ji během života příliš neměnil, okraj obrazové plochy je po straně uzavřen siluetou stromů nebo architektury, krajina v pozadí je pak zobrazena ve dvou až třech plánech. Figurální prvky jsou marginální. Význam Doerellova díla spočívá především v jeho zachycení krajiny Českého středohoří v době těsně předcházející velkým změnám spojeným s industrializací. Tomuto tématu se jako malíř věnoval téměř výhradně. Stal se svědkem onoho gründerského období, kdy se začínala krajina nebývale měnit, zachoval svědectví o krajině po nástupu průmyslové revoluce. K jeho obrazům se tak můžeme obrátit nejen jako estetickým dílům, ale i jako k dokumentu doby. Byl však i autorem grafiky, např. pro litografický podnik F.Hübla, ilustrací v knize Die Bergruine Schreckenstein und ihre Sagen (Zřícenina Střekova a její pověsti) nebo již zmíněných střeleckých terčů. Těžištěm tvorby jsou však krajiny, jednalo se zprvu o rozměrná plátna, která postupem času přecházela v drobné ovály. Jako příklad nejstarší krajinářské produkce uveďme pohled na Krásné Březno (Schönpriesen) z roku 1864, krajinu u Božtěšic (Postitz) s průhledem na České středohoří a dvě veduty okolí Trmic (Türmitz) s Krušnými horami v pozadí.
Všechny obrazy zachycují ještě idylickou venkovskou krajinu, do které však již pronikají prvky průmyslové činnosti, březenský cukrovar, drobné šachty za Trmicemi. V letech 1866-1872 maloval Doerell v nejbližším okolí Ústí, jsou to velká plátna komponovaná ve třech plánech se siluetou borovice nebo topolů v popředí. Je to Střekov od Větruše (tehdy Ferdinandshöhe) z roku 1866 a první varianta Střekova a labského údolí s Ústím v pozadí ze svahu nad Vaňovem (Wannow) s detailem tehdy ještě původního, nezregulovaného toku Labe z téhož roku. Druhá varianta tohoto obrazu z roku 1874 již obsahuje detaily železnice na levém břehu a železniční most. Z let 1866 a 1867 se zachovaly obrazy Trosky hradu ve Svádově (Swaden) s údolím Labe v pozadí, zřícenina hradu Blankenstein (Blansko) v zimě. Romanticky volené krajiny jsou i hrad Střekov od Vrkoče (1868), Hrad Střekov s myslivcem (1869), bizarní skalní útvar Vrabinec (Sperlingstein) z téhož roku, Vrkočský (Vaňovský) vodopád z roku 1872. Doerell zachytil roku 1869 i podobu Bělského mlýna v Ústí a rodící se chemičku (Verein für chemische und metallurgische Produktion zu Aussig a.d. Elbe), dnešní Spolchemii.
K nejkvalitnějším obrazům tohoto období patří široce komponovaná krajinná panoramata, jako zanikající Prokopský kostelík u Krupky (Graupen) a mnohé obrazy hradu Střekova. Romanticko-historickou rekonstrukcí je obraz Ústí v roce 1560 s motivem procesí do Bohosudova (Mariashein) u Krupky. Z let 1870-1871 pochází i několik obrazů s motivy italské a orientální krajiny. V posledních pěti letech života vytvořil Doerell více než 60 obrazů, ani zde se neodchýlil od své cesty, názvy obrazů jsou všeříkající: Labe u Valtířova (Waltire), Ústí Bíliny do Labe, Kamencové jezero, Most přes Bílinu v Ústí v zimě, Bořeň, Kostomlaty, Osek (Osseg), Rosenberg u Krupky, Kalvárie u Bohosudova, Nádraží v Ústí, Rybník u Duchcova (Dux), Kaple na Komáří vížce (Mückentürmchen) v Krušných horách atd.
Na rozdíl od dřívější tvorby se objevují pokusy o zachycení přírodních jevů a nálad. Podvečerní osvětlení, bouřky, odlesky světla na bílém sněhu podtrhují náladu krajiny. Pro Doerellovu pozdější tvorbu jsou typické drobné oválky malované zářivými barvami modře, zeleně a běloby. Kvalitou obrazů se Gustav Ernst Doerell samozřejmě nemůže poměřovat s takovými umělci, jako byli Friedrich, Richter nebo Mánes, kteří oblast Českého středohoří rovněž ztvárňovali, byl však jediným, kdo s touto romantickou oblastí čedičových skal, hlubokých roklí a kopců bizarních tvarů doslova srostl.
Po jeho smrti se objevily dokonalé kopie jeho obrazů a obrazů malovaných v jeho duchu od Berty Lauenové z Teplic, která snad byla i jeho žákyní.

## Seznam děl (výběr)
- střelecké terče pro ústecký střelecký spolek
- Labská krajina u Ústí nad Labem, 1865
- záhlaví ústeckých novin Aussiger Anzeiger (1864 – 1868)
- Valtířov, 1868
- Labské údolí s hradem Střekovem (1870, olej, plátno)
- Bílina (1874, olej, plátno)
- Lesní scenérie s Českým středohořím a s Milešovkou, 1874
- Labské údolí od Vaňova (1874, olej, plátno)
- Pohled na hrad Střekov a Ústí nad Labem, 1875
- Porta Bohemica, 1876

## Galerie

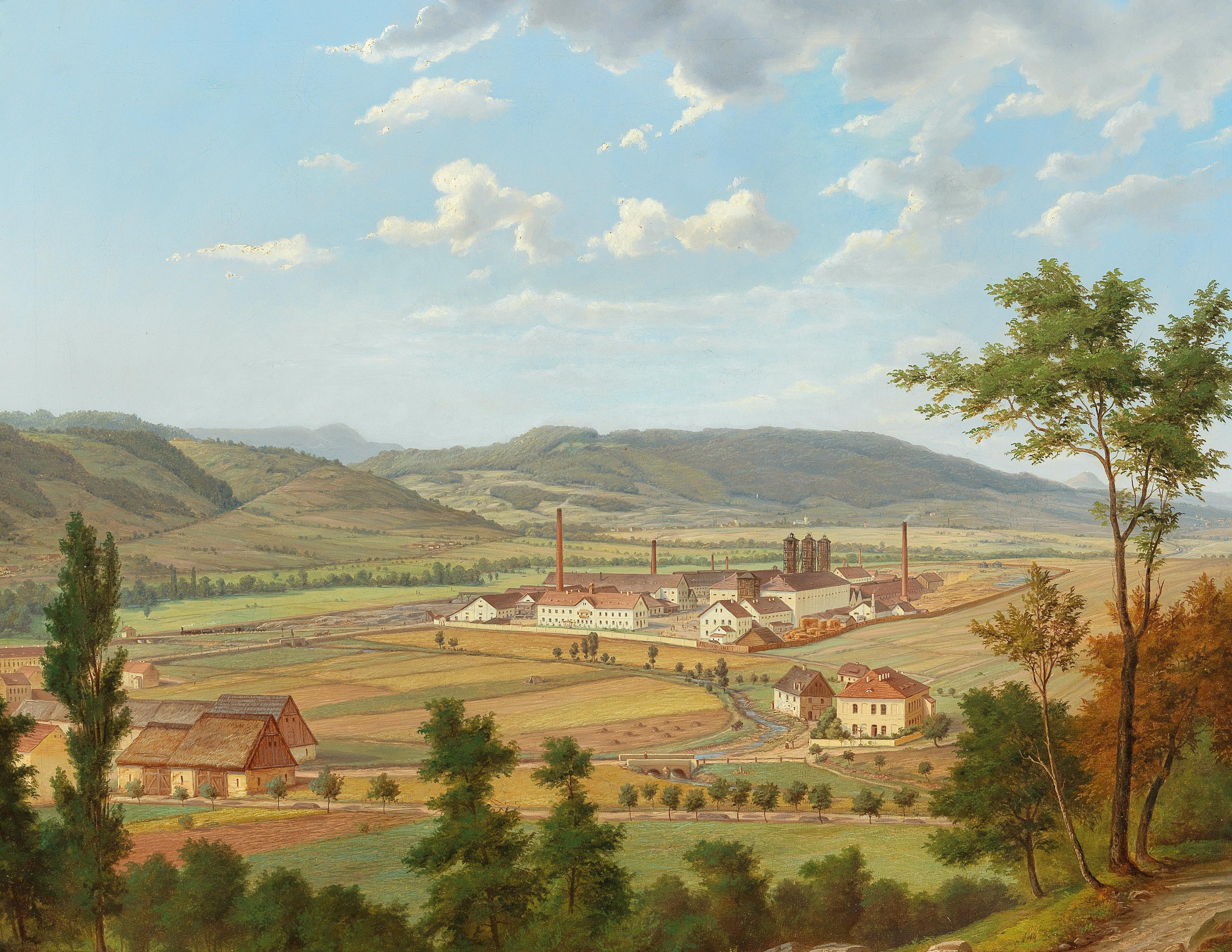
Továrna v Ústí nad Labem
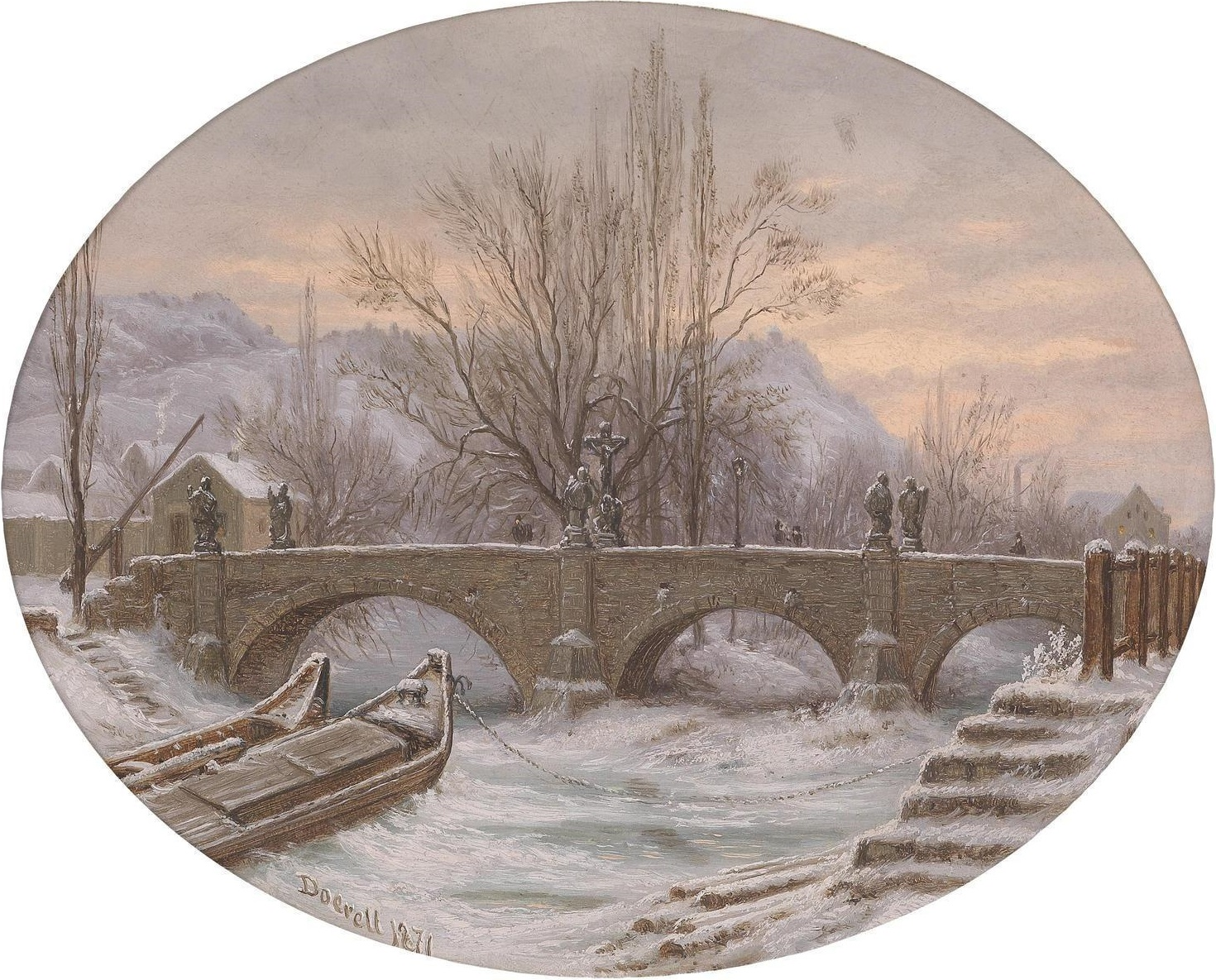
Most přes Bílinu v Ústí v zimě (1867)
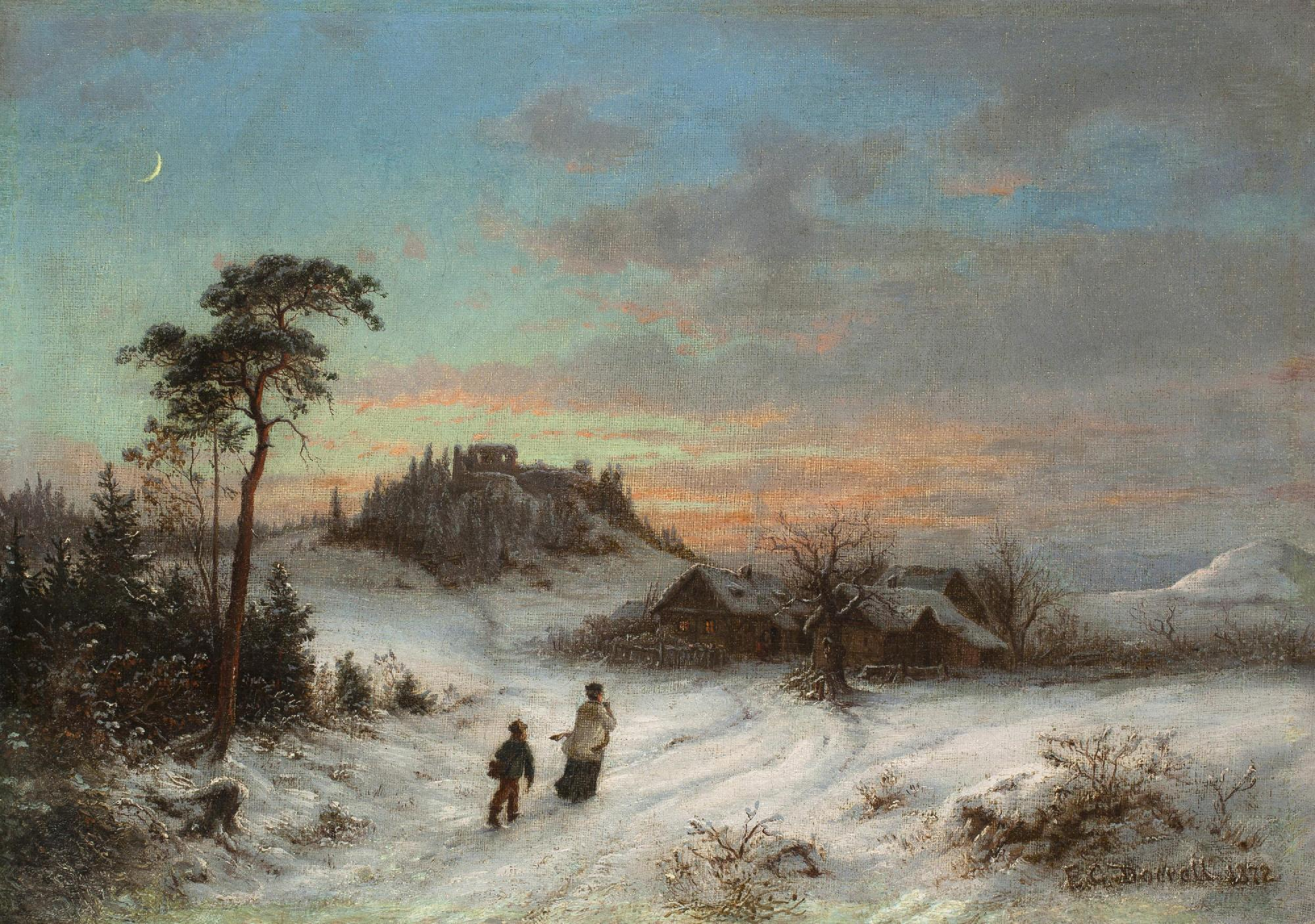
Zimní krajina (1872)
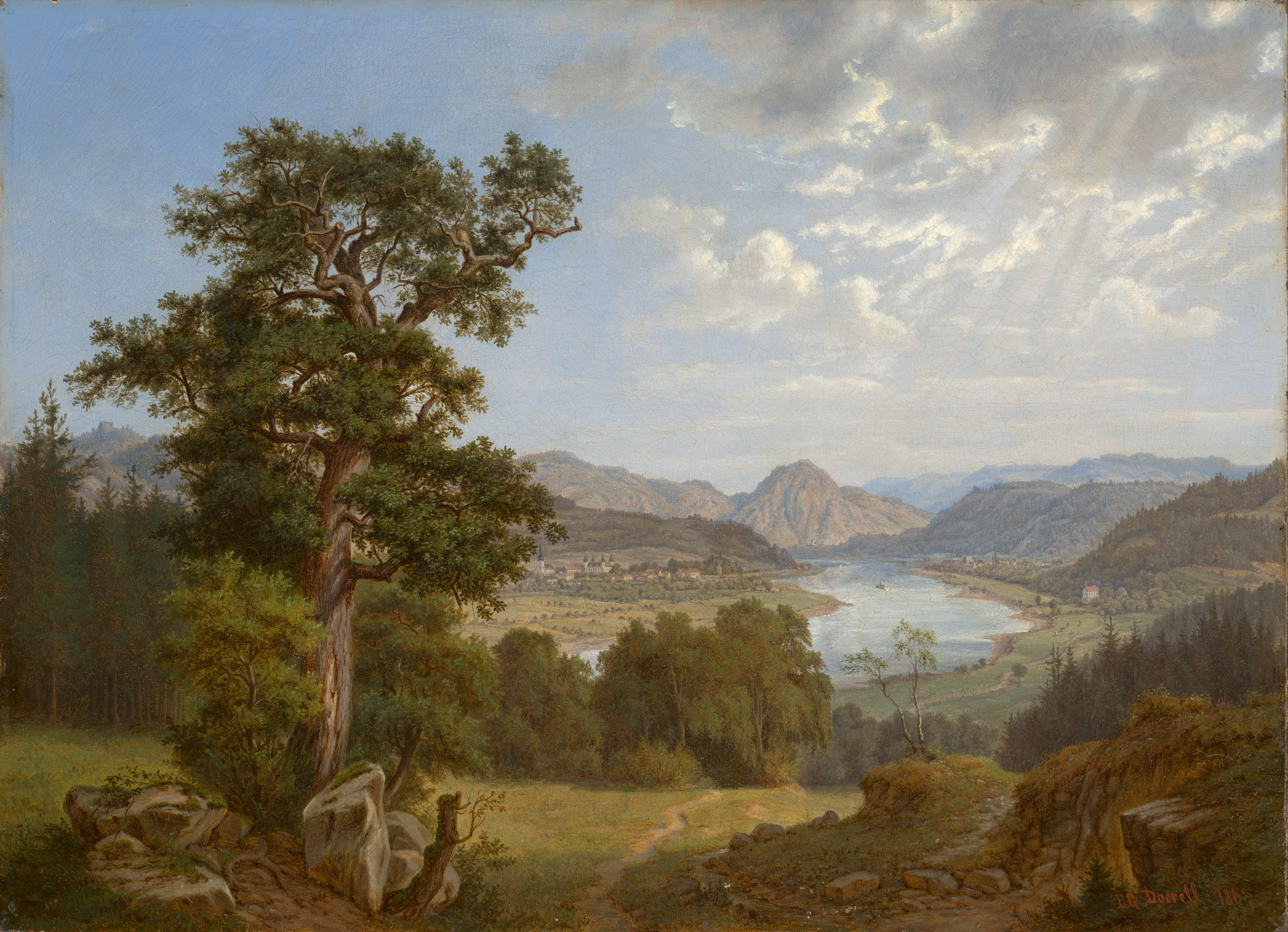
Údolí Labe u Ústí (1867)
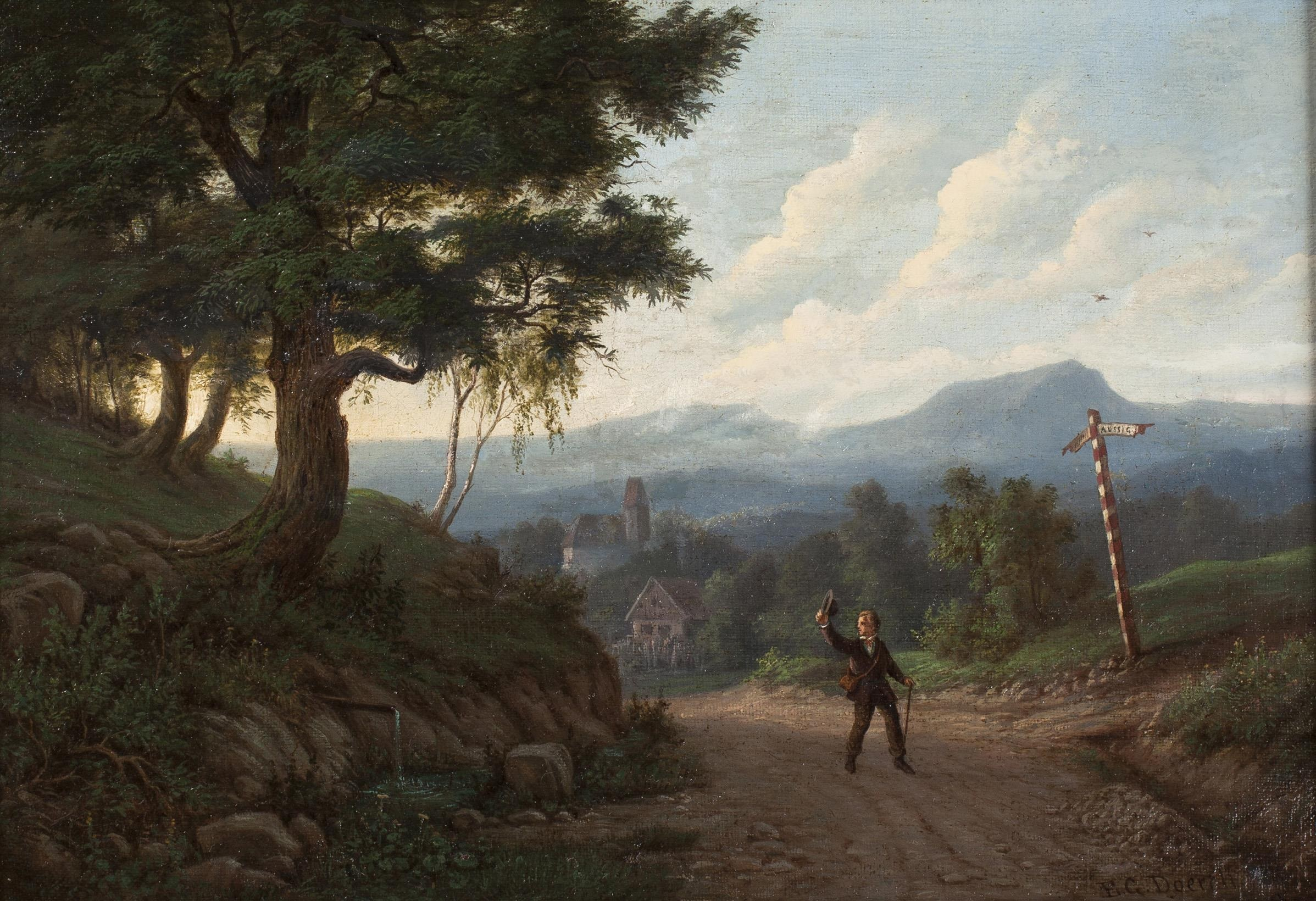
Na cestě do Ústí nad Labem
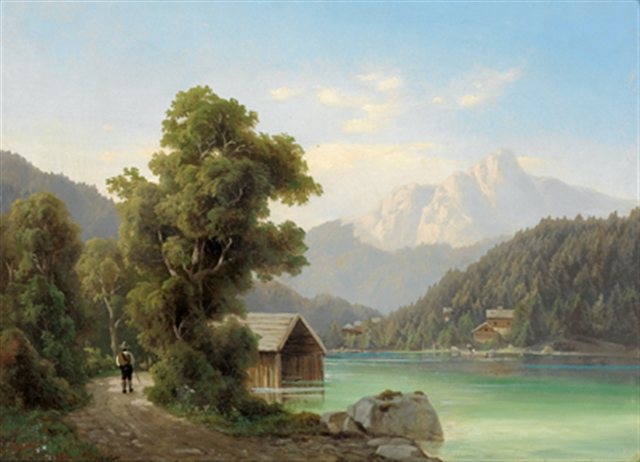
Motiv ze Solnohradska